# سبال القيراط
سبال القيراط (الاسم العلمي:Sabal carat) هو نوع نباتي يتبع جنس السبال من فصيلة الفوفلية.